# Християни святого Томи
Християни святого Томи, також їх називають сирійських християн Індії — Етнорелігійне співтовариство індійських християн зі штату Керала, який використовують східно-сирійський і західно-сирійський літургійні обряди сирійського християнства. Вони ведуть свій початок від євангелізаційної діяльності Томи Апостола в 1 столітті. Насрані є арабським терміном «християнин», який виникає від грецького слова Nazoraioi, Назарянин. Християни Св. Томи нині поділяються на кілька різних східно-католицьких, східних православних, протестантських та незалежних органів, кожен зі своїми літургіями та традиціями. Вони — малаялі та говорять на мові малаялам.

Християни святого Томи - розділи - історія в двох словах

Історично ця громада була організована як провінція Індії Церкви Сходу Персії Патріархом Тимофієм I (780–823 рр.) У восьмому столітті, яку обслуговували єпископи та місцевий династичний архідиякон. У 16 столітті, коли Церква Сходу занепала через переслідування з боку Тамерлана, увертюри колоніального португальського Падройдао щодо введення християн Св. Томи в Латинську церкву, якою керував португальський Падройдо Архієпархія Гоа, призвела до першого з кількох розривів у громаді. Більшість приєдналася до повного спілкування зі Святим Престолом у Римі через Діамперський синод у 1599 р., Утворивши Сиро-Малабарську церкву, яка відрізняється від Латинської церкви, але є однією зі східних католицьких церков; яка використовує східно-сирійський обряд літургії історичної Східної Церкви, Літургію Аддая та Марія, яка бере свій початок з Едеси третього століття у Верхній Месопотамії.

Східно-православна фракція включає Маланкарську православну сирійську церкву та якобітську сирійську християнську церкву, що відбулося внаслідок розколу в Маланкарській церкві в 1912 році щодо того, чи повинна церква бути автокефальною чи, скоріше, за часів Сирійського православного патріарха.
Ассирійська церква східної архієпархії, що базується на Іраку, включає халдейську сирійську церкву, що базується в Тріссурі. Вони були фракцією меншості в Сиро-Малабарській католицькій церкві, яка відокремилася і приєдналася до Церкви Східного Єпископа протягом 1870-х років. Ассирійська церква — одна з нащадків Церкви Сходу. 
Серед східних протестантських конфесій є сирійська церква Мар-Тома та Індійська євангелічна церква св. Томи.  Сирійська церква Мартоми була частиною Маланкарської церкви, яка пройшла через реформаційний рух за Абрахама Малпана через вплив британських англіканських місіонерів у 1800-х роках. Церква Мар Тома використовує реформований варіант літургійного західно-сирійського обряду.  Індійська євангелічна церква св. Томи - це євангельська фракція, яка відокремилася від церкви Мартоми в 1961 р. 
У 1836 р. фракція меншості сирійських якобітів в Траванкор і Кочіні приєдналася до англіканської церкви, яка згодом стала частиною Південно-Індійської церкви (CSI), об'єднаної протестантської церкви, яка є церковною провінцією англіканського Союзу і членом Світу Методистська рада та всесвітнє спілкування реформованих церков.
Християни Св. Томи представляють багатоетнічну групу. Їх культура значною мірою походить від впливів східно-сирійського, західно-сирійського, індуїстського, єврейського  та латинського обрядів, поєднаних із місцевими звичаями та пізнішими елементами, отриманими внаслідок колоніальних контактів корінних індійських та європейських країн. Їхньою мовою є малаялам, мова Керали, а сирійська використовується в літургійних цілях.

## Термінологія
Християни Святого Томи також отримали прізвисько таких людей через пошану до святого апостола Томи, який, як кажуть, приніс християнство до Індії. Назва датується періодом португальської колонізації . Вони також відомі, особливо місцево, як Насрані або Насрані Маппіла . Перший означає християнський ; схоже, воно походить від єврейського слова Netzer або арамейської Nasraya з Ісаї 11: 1. Маппіла - це почесний знак, що застосовується до представників неіндійських віросповідань та нащадків іммігрантів з Близького Сходу, які вступили в шлюб з місцевим населенням, включаючи мусульман ( Джонака Маппіла ) та євреїв ( Юда Маппіла ).   Деякі сирійські християни Траванкора продовжують прикріплювати цей почесний титул до своїх імен.  Уряд Індії визначає членів громади сирійськими християнами - термін, що походить від нідерландської колоніальної влади, який відрізняє християн Святого Томи, які використовували сирійську (в межах східно-сирійського обряду або західно-сирійського обряду ), як нових євангелізованих християн. хто дотримувався римського обряду .  Терміни сирійські або сирійські відносяться не до їх етнічної приналежності, а до їх історичної, релігійної та богослужбової зв'язку з Церквою Сходу, або сирійської Церквою Сходу. 

## Історія

### Традиція походження

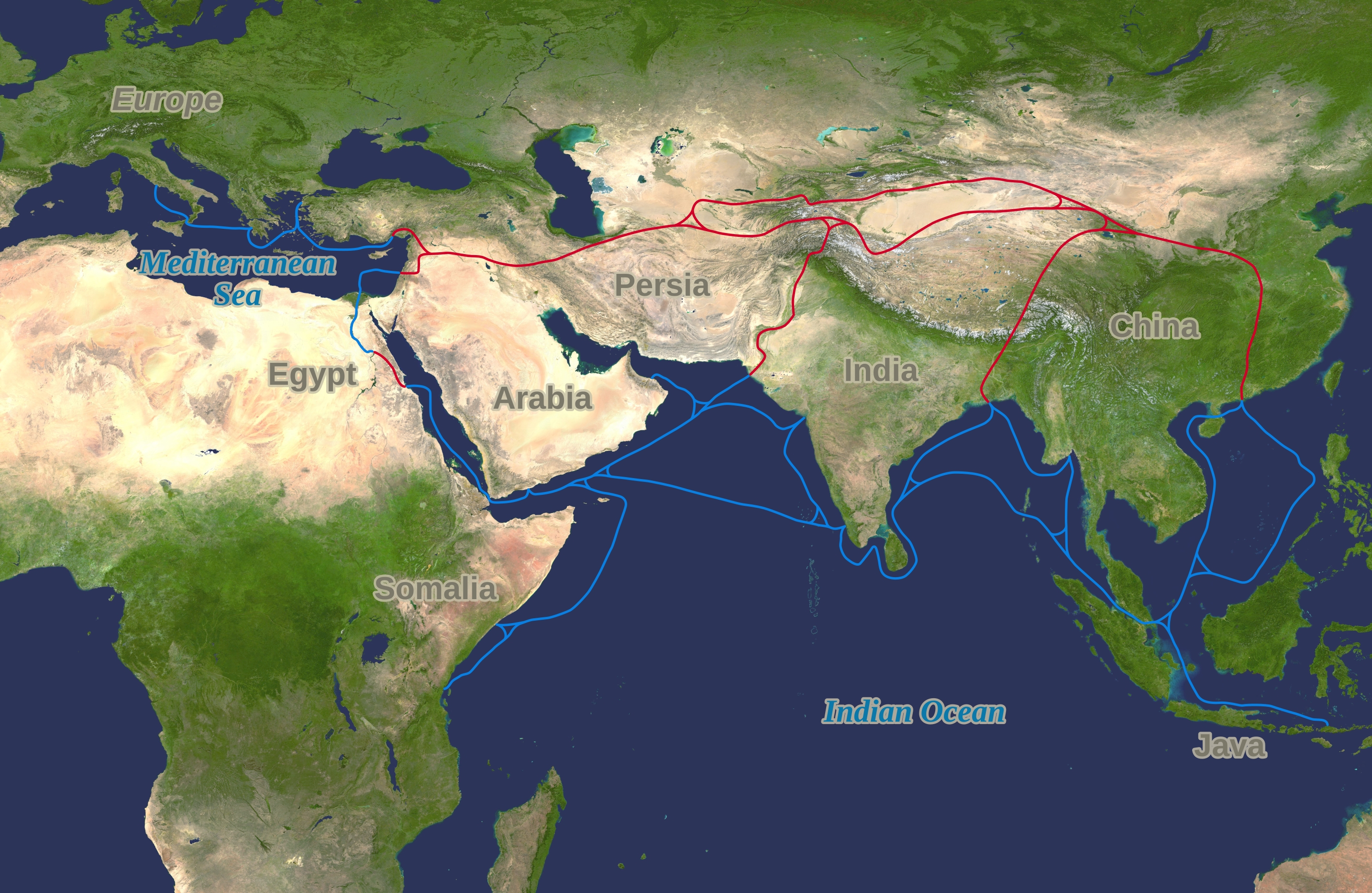
Карта Шовкового шляху, що показує древні торгові шляхи

Згідно з традицією, Апостол Тома прибув до Музіріса на узбережжі Керали в 52 р.,   що знаходиться в сучасному місті Паттанам, штат Керала.
Відомо, що євреї- кохіни існували в Кералі в 1 столітті нашої ери   і тоді арамейськомовний єврей, такий як Св. Тома з Галілеї, тоді міг здійснити поїздку до Керали. Найдавнішим відомим джерелом, що зв’язує Апостола з Індією, є Діяння Томи, ймовірно, написане на початку 3 століття, можливо, в Едесі.
Ряд римських письменників 3-го і 4-го століть також згадують про подорож Томи до Індії, серед яких Амвросій Міланський, Григорій Назіанський, Ієронім і Єфрем Сирійський, тоді як Євсевій Кесарійський зафіксував, що вчитель святого Климента Олександрійського Пантаен з Олександрії відвідував Християнська громада в Індії використовує Євангеліє від Матвія єврейською мовою у 2 столітті. 
Традиція походження християн у Кералі міститься у версії Пісень Томи або Томми Парвама, написаній у 1601 р., І вважається, що вона є коротким викладом більшого та давнього твору.   Тома описується як прибулий в Маліанкару або навколо нього і засновуючи Сім Церков, або Ежарапалікал : Кодунгаллур, Коллам, Ніранам, Нілакал ( Чаял ), Гоккамангалам, Коттаккаву, Палайор та Тірувітамкод Араппал (" напівцерква ").    Томма Парвам також розповідає про навернення євреїв, тубільців та місцевого короля в Кодунгаллурі Святим Томою. Далі « Томма Парвам» розповідає про місію св. Томи в решті Південної Індії та про його мученицьку смерть у Мілапоре в сучасному Ченнаї, штат Тамілнад. 
Згідно з легендою, спільнота розпочалася з навернення Томою сімей брахманів, а саме Пакаломаттом, Санкарапурі, Каллі, Каліянкал, Недумпіллі, Панаккаматтом, Куннаппіллі, Важаппіллі, Паяппіллі, Маліакал, Паттамукку та Таїїл.  Інші сім'ї стверджують, що вони походять майже з тих пір, як вони, і релігійний історик Роберт Ерік Фрікенберг зазначає, що "яка б сумнівна історичність не була прив'язана до таких місцевих традицій, може бути мало сумнівів щодо їх великої старовини в народній уяві". 
Хоча є багато сумнівів щодо культурного походження ранніх християн, є дані, що деякі члени християнської громади Святого Томи дотримувались звичаїв брахманів у середні віки, таких як носіння священної нитки та проведення кудумі.    Середньовічний історик Пій Малекандатхіл вважає, що це були звичаї та привілеї, отримані на початку домінування брахманів середньовічної Керали. Він стверджує, що сирійські християни в Кералі, інтегровані з перськими християнськими купцями-мігрантами, у 9 столітті стали потужним торговим співтовариством і отримали привілеї від місцевих правителів.  
Організована християнська присутність в Індії припадає на прибуття східносирійських поселенців та місіонерів з Персії, членів Церкви Сходу приблизно в 3 столітті. Християни святого Томи прослідковують подальший ріст своєї громади до прибуття християн з Близького Сходу на чолі з Кнай Томою (англіцизмом як Тома Канадський), що, як кажуть, відбулося або в IV, або в VIII столітті. Підгрупа християн Святого Томи, відома як Кнаная або саустісти, веде свій початок від Томи Канадського, тоді як група, відома як северисти, стверджує, що походить від ранніх християн, євангелізованих Томою Апостолом.  

### Класичний період

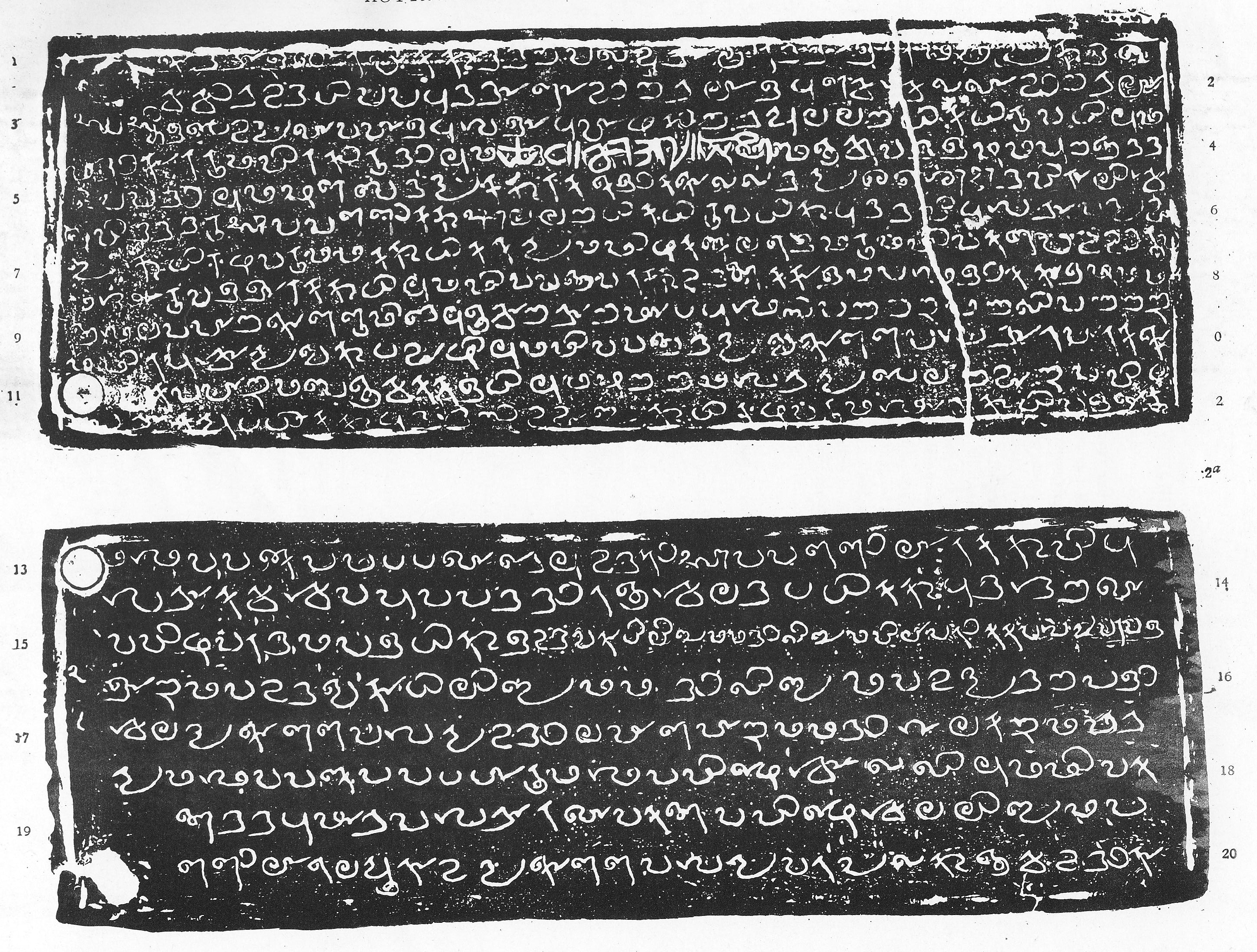
Надання мідної пластини Тарісапаллі (9 століття) - одне з надійних документальних свідчень привілеїв та впливу, якими користувалися християни Св. Томи на початку Малабара. Документ містить підписи свідків на пехлеві, куфічі та івриті. Це найстаріші документальні свідчення про наявність перської християнської громади в Південній Індії.

По мірі зростання спільноти та посилення імміграції християн із Східної Сирії зміцнювався зв’язок із Церквою Сходу з центром у перській столиці Селевкії-Ктезіфоні . З початку IV століття Патріарх Східної Церкви забезпечував Індію духовенством, святими текстами та церковною інфраструктурою, а близько 650 Патріарх Ішояхб III зміцнив юрисдикцію Церкви Сходу над християнською громадою Святого Томи. У 8 столітті Патріарх Тимофій I організував громаду як Церковну провінцію Індії, одну з зовнішніх провінцій церкви. Після цього провінцію Індії очолив митрополит, відряджений з Персії. Його столичний престол, ймовірно, знаходився в Кранганорі, або в Мілапорі, де знаходилася святиня Томи. При ньому перебувала різна кількість єпископів, а також корінний архідиякон, який мав владу над духовенством і володів великою кількістю світської влади.
Деяким контактам і передачі знань християн Св. Томи вдалося досягти християнського Заходу навіть після піднесення ісламських імперій. Візантійський мандрівник Козма Індікоплейвст писав про сирійських християн, яких він зустрічав в Індії та Шрі-Ланці в 6 столітті. У 883 році англійський король Альфред Великий надіслав місію та подарунки до могили святого Томи в Індії. Під час хрестових походів спотворені розповіді про християн Святого Томи та Несторіанську церкву породили європейську легенду про Престера Джона. 
Великі відстані та геополітичні негаразди того періоду спричинили відрізання Індії від центральної частини церкви в Месопотамії у декількох точках. У XI столітті провінція була повністю придушена церквою, оскільки її стало неможливо досягти,  але відносини були відновлені до 1301 р.  Однак після розпаду ієрархії Церкви Сходу в більшості регіонів Пізніше в Азії в XIV столітті Індія фактично була відрізана від церкви, і формальний контакт був розірваний. До кінця 15 століття Індія не мала митрополита протягом декількох поколінь, і влада, традиційно пов'язана з ним, належала архідиякону.
У 1490-1491 рр. Патріарх Церкви Сходу Шемон IV позитивно відреагував на прохання християн святого Томи і призначив двох єпископів Мар Тому та Мар Йоханнан, відправивши їх до Індії. До того часу християни Малабарського узбережжя стикалися з новими проблемами, спричиненими встановленням португальської присутности в Індії.

### Португальський контакт

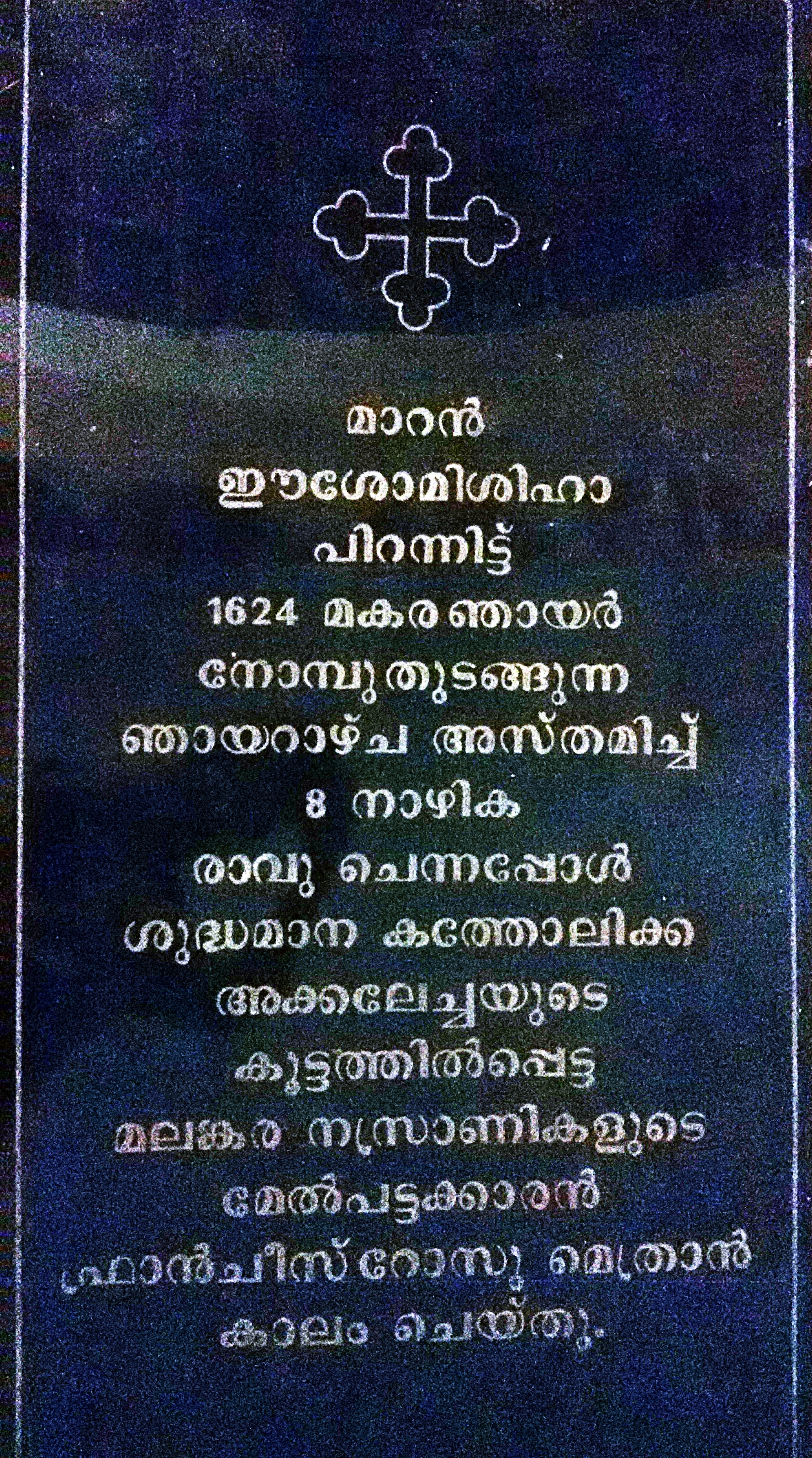
Могила стверджує і проголошує про Стародавній Престол Маланкари

Християни Святого Томи вперше зустріли португальців у 1498 році, під час експедиції Васко да Гами. На той час громада була в слабкому становищі: хоча процвітаючи у торгівлі прянощами, місцева політична сфера була мінливою, і християни святого Томи опинилися під тиском раджів Калікуту, Кочіна та інших малих царств поблизу. Християни Св. Томи та португальські прибульці швидко створили союз.
Португальці були зацікавлені в імплантації в торгівлі прянощами та в поширенні своєї версії християнства, коване під час кількох століть війни в Реконкісті. Їх цілям сприяв Padroado Real - низка договорів та указів, у яких Папа дарував уряду Португалії певні повноваження у церковних справах на завойованих ними закордонних територіях. Вони створили в Гоа, сформувавши колоніальний уряд та Латинську церковну ієрархію під керівництвом архієпископа Гоа, і швидко взялися за приведення християн Св. Томи під свою владу. 
Спочатку португальське підкорення християн Св. Томи було відносно виміреним, але вони стали більш агресивними після 1552 року, року смерті митрополита Мар Якова та розколу в Церкві Сходу, що призвело до існування двох конкуруючих патріархів —кожен із яких вступив у спілкування з католицькою церквою.
До 1599 року останній митрополит Авраам помер, а архієпископ Гоа Алейсо де Менезес забезпечив подання молодого архідиякона Георгія, найвищого представника корінної ієрархії церков. Архієпископ скликав Діамперський синод, який здійснив різні літургійні та структурні реформи в індійській церкві. Синод передав парафії безпосередньо під відомство Архієпископа; анатематизував певні "забобонні" соціальні звичаї, характерні для їхніх індуїстських сусідів, включаючи недоторканість та кастову ієрархію; та очистив літургію, східно-сирійський обряд, від елементів, визнаних неприйнятними згідно з латинським протоколом. Ряд сирійських текстів було засуджено і наказано спалити  включаючи Пешитту, сирійську версію Біблії.  Деякі реформи, особливо ліквідація станового стану, зменшили позицію християн Св. Томи зі своїми соціально розшарованими сусідами-індусами.  Синод офіційно залучив християн Святого Томи до Католицької церкви, але дії португальців протягом наступних років викликали невдоволення в частинах громади і, зрештою, призвели до відкритого опору їх владі.

### Розділення і непокірність

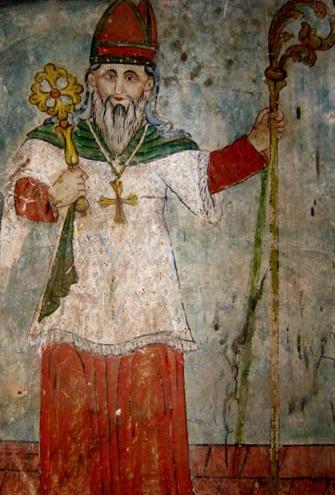
Архидиякон Тома, або Мар Тома I, лідер клятви Куонанський хрест і глава Маланкари Насраніс

Протягом наступних кількох десятиліть напруженість кипіла між португальцями та рештою ієрархії, і після 1641 року архидиякон Тома, племінник і наступник архідиякона Георгія, часто суперечив латинським прелатам.
Ахаталла справив сильне враження на корінне духовенство, але португалець швидко вирішив, що він самозванець, і посадив його на корабель, який прямував до Європи через Ґоа. Архидиякон Тома, відчайдушно бажаючи, щоб новий церковний лідер звільнив свій народ з Падройдо, поїхав до Кочіна і вимагав зустрітися з Ахаталлою та перевірити його повноваження. Португалець відмовився, заявивши, що корабель вже вилетів на Ґоа. Ахаталою більше ніколи не чули в Індії, навіюючи чутки про те, що португальці вбили його.
Це було останньою краплею для християн Святого Томи; у 1653 р. Тома та представники громади зустрілися в церкві Богоматері в Маттанчеррі, щоб вжити сміливих заходів. У великій церемонії перед розп’яттям і запаленими свічками вони дали урочисту клятву, що більше ніколи не будуть слухатися Ґарсії або португальця, і що вони приймають за свого пастуха лише Архидиякона. 

Після Присяги на хресті Кунан португальські місіонери намагалися примиритися з християнами Святого Томи, але не мали успіху. Пізніше Папа Олександр VII направив сирійського єпископа Йосифа Себастіані на чолі делегації кармелітів, яка повернула собі більшість християн Святого Томи, включаючи Паллівететлі Ченді Катанара з Куравілагада та Кадавіла Ченді Катанара. Паллівететіль Мар Чанді був освячений митрополитом для сирійських католиків, які сповідували підкорятися Католицькій Церкві в 1663 р.
У 1665 р. Грегоріос Абдаль Джалеїл, єпископ, посланий Сирійським православним патріархом Антіохійським, прибув до Індії, і фракція під керівництвом Мар Томи I прийняла його. Єпископ був надісланий у листі, надісланому Мартомою I до Східного православного патріархату Антіохії. Єпископ Абдул Джаліл упорядковував єпископську спадщину Мартоми І.  Цей візит поступово ввів західносирійську літургію, звичаї та письмо на узбережжі Малабару. Відтоді візити прелатів Сирійської православної церкви Антіохії продовжувались, і це призвело до поступової заміни літургії східно-сирійського обряду західно-сирійським обрядом та фракції, приєднаної до міафізитської христології східного православного спілкування.
Меншина в громаді християн Святого Томи намагалася зберегти використання східно-сирійського обряду та відновити зв'язки з патріархами Церкви Сходу, які час від часу посилали посланців до Індії. До Індії прибув єпископ Мар Гавриїл (прибл. 1733 р.), посланий Патріархом. Йому вдалося відродити традиціоналістську спільноту, але він стикався з тривалим суперництвом як із західно-сирійської (якобітської), так і з прокатолицької партії.

### Британський період
У 1795 році королі Траванкоре і Кочін уклали союз з Британською Східно-Індійською компанією, щоб відбити напади Тіпу Султана . Незабаром штати стали клієнтськими режимами компанії: обидва були змушені розпустити військові. Політичний порядок штатів також почав руйнуватися. Християни Святого Томи сильно постраждали від втрати привілейованої військової ролі, мережа їхніх каларі була розпущена, а багато сімей втратили засоби до існування.  Торговий клас, як і носії служб, також зазнали невдач, і багато європейців, які відвідували штати між 1801 і 1820 рр., Відзначали поганий та пригнічений стан християн Святого Томи з Путханкуттукара. Виділення британськими чиновниками партійних фондів для церков спричинило руйнування відносин між християнами Св. Томи та видатними індуїстськими кастами, принаймні тимчасово.  У 1815 р. Британський резидент, полковник Джон Манро, заснував у Коттаям семінарію для теологічної освіти якобітських християнських священиків та запросив англіканських місіонерів викладати там. Це можна розглядати як початок відносин між CMS (Церковне місійне товариство) та християнами Св. Томи з Путханкуттукара. 

#### Подальші поділи
На знак протесту проти втручання Англіканської церкви у справи фракції Путанкуттукар Маланкарської церкви митрополит Чеппад Мар Діонісій 16 січня 1836 року скликав Синод у Мавелікарі . Там було оголошено, що церква Маланакара буде підпорядковуватися сирійським традиціям і патріарху Антіохії .  Декларація призвела до відмежування місіонерів CMS від спілкування з Маланкарською церквою. Однак меншість із Маланкарської церкви, яка виступала за реформатську ідеологію місіонерів, виступила разом з ними та приєдналася до Англіканської церкви . Ці англіканці святий Тома були першою реформатською групою, яка вийшла з християнської громади Св. Томи, і вони працювали разом з місіонерами у їхній євангельській, освітній та реформаторській діяльності.    У 1879 році в Коттаям була створена англіканська єпархія Траванкор і Кочін .    27 вересня 1947 року, трохи більше місяця після незалежності Індії, Англіканська церква в Південній Індії об'єдналася з аналогічними іншими реформованими Церквами в регіоні і сформувала Церкву Південної Індії (CSI);  автономна індійська церква в рамках англіканського Причастя .   З тих пір англіканські сирійські християни є членами Церкви Південної Індії, а також стали називатися сирійськими християнами CSI . 
У 1862 р. Була зроблена спроба відновити прямі зв'язки між традиціоналістськими християнськими громадами в Індії та патріархом Шимуном XVIII, який посвятив індіанця, народженого Мар Абдішо Тонданат († 1900), митрополитом Індії, але його завдання виявилося дуже складним і складний. Він активізував свою діяльність після 1882 р., Виконавши прагнення місцевих християн східно-сирійського обряду до повного відновлення традиційної церковної структури. До своєї смерті в 1900 році йому частково вдалося організувати місцеву церкву, яка отримала назву Халдейська сирійська церква .  Після його смерті місцеві християни звернулись до Мар Шімуна XIX, патріарха Східної Ассирійської церкви в Кочанісі, який мав відбутись, і в грудні 1907 р. Посвятив Мар Абімалек Тимофей на митрополичого єпископа в Індії. Він дійшов до своєї єпархії в лютому 1908 р. І взяв на себе управління.  Він організував церковні структури і продовжив активізацію східно-сирійського обряду . 
До червня 1875 року в Маланкарській церкві діяли дві фракції; (Бава) та Реформаторська (Метранська) партія . Метьюз Мар Афанасій був Маланкарським митрополитом, затвердженим урядами Траванкора і Кочіна, і група з ним була відома як "Партія реформ", оскільки Метьюз Мар Афанасій підтримував реформування якобітської церкви з євангелізаційними ідеологіями.  Сирійська фракція під керівництвом митрополита Пуліккоттіла Йосипа Мар Діонісія II виступила проти спроб покінчити з віковими традиціями церкви, що спричинило ажіотаж у громаді.  Запрошений цією фракцією, Антіохійський патріарх Моран Мар Ігнатій Петро III прибув до Керали.  У червні 1876 р. На синоді в Мулантуруті, під головуванням Патріарха, сирійська фракція офіційно потрапила під Антіохійський патріархат.  Синод засудив Метьюса Мара Афанасія за те, що він утримався від нього, але його послідовники залишались твердими з ним.  Його наступник Тома Мар Афанасій та фракція єпископа програли позов патріаршій фракції в Королівському суді Траванкора 12 липня 1889 р.  Тим не менше, Партія реформ продовжувала діяти як незалежна Маланкарська церква, після чого виникла низка позовів про права на церкви та пов'язане з ними майно. Пізніше вони обрали ім'я Сирійська церква Мар Тома . 
У 1912 р. Через спроби Антіохійського патріарха отримати тимчасові повноваження над Маланкарською церквою (фракція Путанкуттукар) відбувся черговий розкол у західносирійській громаді, коли частина проголосила себе автокефальною церквою та оголосила про відновлення давнього Католикату Сходу в Індії. Це не прийняли ті, хто залишився вірним Патріарху, і ця група, відома в народі як Партія Патріарха, визнала тимчасову владу Патріарха над активами їхньої церкви, тоді як інша сторона, відома як Партія митрополитів, визнала верховенство Патріарх лише над духовними справами. Сторони подали низку позовів до цивільних судів, і також мали місце паралельні спроби примирити обидві сторони. У 1958 р. Єпископи обох сторін підписали своє примирення та підписали договір, який, у свою чергу, визнавав автономію об'єднаних фракцій із власним синодом єпископів під головуванням Католикосу.  Вирок Верховного суду Індії в 1959 р., Який узаконив автономію церкви Керали, також сприяв збереженню цього офіційного примирення між двома сторонами. Тим не менш, у 1975 р. Обидві сторони знову розділились рішенням Всесвітнього сирійського синоду, що відбувся в Дамаску, про позов до католикоса в Кералі. Сьогодні західносирійська громада в Індії розділена між Маланкарською православною сирійською церквою (автокефальна східна православна церква) та сирійською православною церквою Маланкари (східна православна церква за Антіохійського патріархату). 
У 1930 році частина Маланкарської церкви (фракція «Путанкуттукар») під керівництвом Мар Іваніоса та Мар Феофіла покинула Маланкарську православну сирійську церкву  і вступила в спілкування з католицькою церквою. Вони відомі як Сиро-Маланкарська католицька церква .
У 1961 р. В сирійській церкві Маланкара Мар Тома відбувся розкол, що призвело до утворення Індійської євангельської церкви св. Томи .  
З кінця 20 століття неохаризматичні церкви приваблюють деяких християн св. Томи. Це, як правило, церкви з доктринами та практиками, подібними до традиційних п’ятидесятницьких або харизматичних церков, але без формальних конфесійних зв'язків. Неохаризматичний рух можна знайти як у створених християнських церквах св. Томи (таких як харизматичні та євангельські служіння Сиро-Малабара, Сиро Маланкари та Сирійської церкви Мар Тома ), так і в нових незалежних конфесіях, включаючи Нову Апостольську Церкву, Асамблеї Божі, Індійська Церква П'ятидесятників Божа (МПК), Товариство Нового Життя та Церкви повного Євангелія Манна . 

#### Залучення до політики
Участь, заснована на кастових та громадських поділах та симпатіях, була особливістю політики в сучасному штаті Керала та його попередниках. До середини 20 століття основною причиною розбіжностей між різними громадами була конкуренція за права та ресурси.
Як і інші громади, християни Св. Томи брали участь у регіональній політиці на громадських засадах. У 1888 році Траванкор став першим князівським штатом в Індії, який створив Законодавчу раду, яка була реформована як Народна асамблея Шрі Мулама в 1904 році. Декілька християнських лідерів Св. Томи були обрані до Законодавчої ради, але було невдоволення тим, що їхня частка вільних місць була пропорційно меншою, ніж частка інших видатних каст. Ця образа призвела до низки кампаній за рівне представництво як у законодавчих органах, так і на державних посадах.  Такі газети, як Малаяла Манорама та Насрані Діпіка, поширювали скарги. 
У 1918 році християни Св. Томи створили Лігу рівних громадянських прав, яка прагнула відкрити всі гілки державної служби для християн, мусульман та аварійських індусів, а також припинити практику недоторканності. Їх вимоги були частково задоволені в 1922 році, коли Міністерство доходів було відокремлено від Девасвома, напівдержавної організації, яка керувала індуїстськими храмами, тим самим знімаючи обмеження щодо неіндуїстів та авар у виконавчій службі. У 20-х роках минулого століття християнські лідери святого Томи, такі як Джордж Джозеф, Махатма Ганді порадив відірватися від Вайком Сатьяграхи, агітації за права входу в храм аванських індусів, оскільки він вважав, що це питання хвилює лише індусів.  
Заснувавши в 1932 р. Двопалатний законодавчий орган у Траванкорі, четверо християн Святого Томи знайшли місце серед 24 місць нижньої палати, але не порівнянне з іншими кастами вперед.  Під час перепису населення 1931 р. Понад 31 відсотка населення було християнством, порівняно з приблизно 4 відсотками в 1820 р.  Деякі обмеження були накладені на парафії Св. Томи для створення нових шкіл, а пізніше Діван намагався взяти на озброєння школи, що належать громаді.  Настав період жорстокого протистояння між християнами Дівана та Св. Томи - багатьох лідерів було заарештовано, відомі газети заборонені, а великі банки, що належать членам громади, ліквідовані.   У 1937 р. Були проведені загальні вибори, і Спільний політичний конгрес зіграв значну роль для досягнення набагато кращого представництва союзних громад.  Т. М. Варгезе був обраний заступником президента Асамблеї, де Ієр  був президентом за посадою. Після краху Спільного політичного конгресу внаслідок внутрішніх конфліктів лідери Св. Томи Християни об'єдналися з Nairs на спільній платформі - Конгрес штату Траванкор, де вони разом боролися за відповідальний уряд, а також за вигнання Айєра.  Авраам Мартома мобілізував сирійських християн проти диванів, що не об'єднуються з вільною Індією.  У кабінеті Траванкора, який складався з трьох членів, сформованому після перших загальних виборів у 1948 році, Варгезе був міністром уряду.  Однак першим святим Томою Крістіаном, який став міністром у центральному уряді Індії, був Падма Вібхушан Джон Матей, який працював першим міністром залізниць Індії, а згодом і міністром фінансів Індії  вступивши на посаду незабаром після презентації першого бюджету Індії, у 1948 році.
1 листопада 1956 р. Було сформовано штат Керала, а Комуністична партія сформувала перший уряд штату в 1957 р. Після перемоги на виборах до зборів.   Незважаючи на те, що уряд ініціював законодавчий процес щодо реформування земель та освітнього сектору, це було розглянуто як порушення прав адміністраціями шкіл та землевласниками, які були переважно християнами та неїрами Св. Томи.  Розбіжності між християнами Св. Томи ще більше розширилися, і вони об'єдналися з Товариством служби наїрів для мобілізації проти уряду, що завершилося жорстокою боротьбою, яка отримала назву " Визвольна боротьба", в 1958 році.  Комуністичний уряд був звільнений 31 липня 1959 р., А правління президента було запроваджено в штаті відповідно до статті 356 Конституції Індії .

## Соціокультурна та релігійна ідентичність

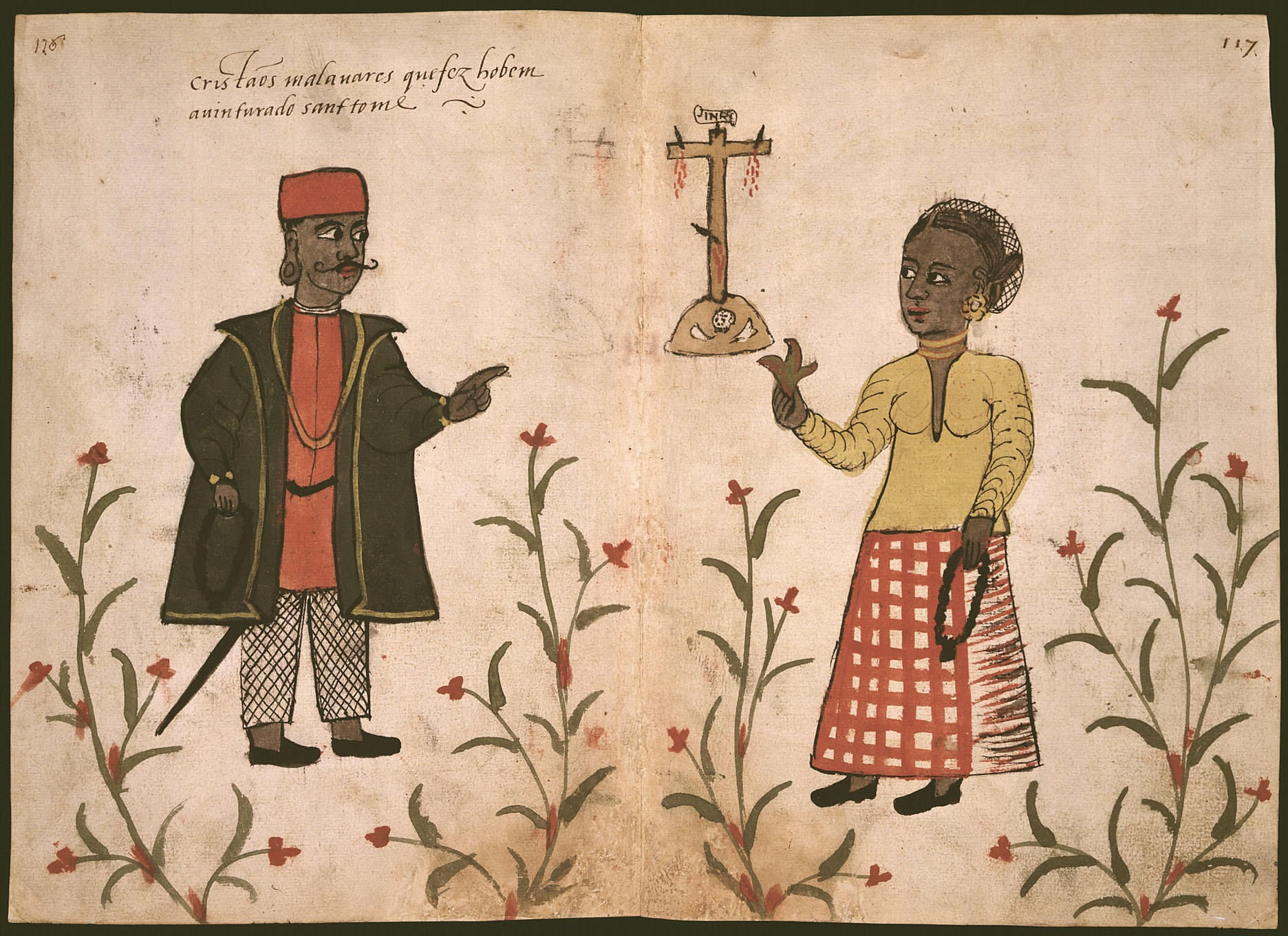
Християни св. Томи, як їх зобразили португальці в 16 столітті на Кодіці Касанатенсе

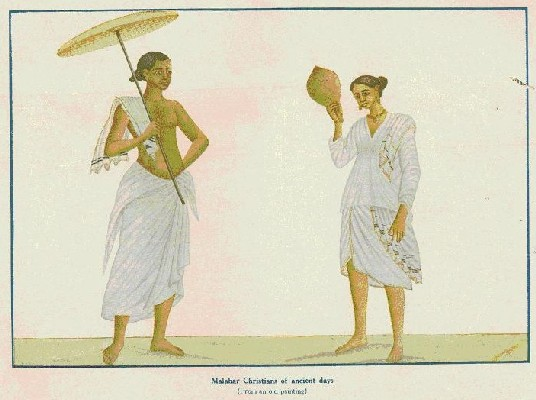
Насранеї або сирійські християни Керали в давнину (зі старої картини)

Християни св. Томи - це окрема спільнота як з точки зору культури, так і релігії. Незважаючи на те, що їхня літургія та богослов'я залишалися східно-сирійськими християнами Персії, їхні звичаї та традиції в основному були індійськими. Часто цитується: "Назрані — індійці за культурою, християни за вірою та сирійці за літургією". 
Єврейський вплив спостерігався в літургії та традиціях Малабара Насрані.  Громада дотримувалася деяких оригінальних єврейських ритуалів, таких як покриття голови під час богослужіння.  Їхні ритуальні служби називались і досі називаються Курбана, що походить від арамейського терміна Курбана (ܩܘܪܒܢܐ), що означає "жертва". Раніше Насрані Курбана проходила на сирійській мові. 
Християни святого Томи, як правило, дотримувались соціальних звичаїв своїх індуїстських сусідів, і пережитки індуїстської символіки можна було побачити в їх відданих практиках.  Соціальні гріхи, такі як Недоторканість, увійшли в їх практику, і Діамперський синод скасував їх.  Ритуали, пов’язані з народженням, одруженням, вагітністю, смертю тощо, також значною мірою були адаптовані з індуїстських релігійних звичаїв. Тепер також пов’язування Таалі, індуїстського символу шлюбу, є найважливішим обрядом і в християнських шлюбах. У 1519 році португальський мандрівник Дуарте Барбоза під час свого візиту до Малабара прокоментував практику священиків-священиків Томи, що використовують кудумі, подібну до індуської, у своєму рукописі "Книга Дуарте Барбози". 
У соціальному розшаруванні середньовічного Малабара, християнам святого Томи вдалося зв'язати свій соціальний статус із статусом індусів вищої касти через їх чисельну силу та вплив та дотримання багатьох звичаїв брахманів та верхніх каст.   У 13-14 століттях багато християн Святого Томи були задіяні в торгівлі перцем для місцевих правителів, і багато з них були призначені приставами на порти. Місцеві правителі винагороджували їх землею та багатьма іншими привілеями. Зі збільшенням чисельної чисельності велика кількість християн Святого Томи оселилася у внутрішніх районах вирощування перцю.  Вони мали право вербувати та навчати солдатів, а християнські тренери отримували почесне звання "Паніккар", як їхні колеги з Наїру.  Вони також мали право збирати податок, а митники були удостоєні звання "Таракан". Як і брахмани, вони мали право сидіти перед королями, а також кататися на коні чи слоні, як королівські особи.  Вони були захисниками сімнадцяти неблагополучних каст і громад, і тому їх називали лордами сімнадцяти каст .   Вони не дозволяли нижчим кастам приєднуватися до їхньої громади, побоюючись, що це може погіршити їхній статус верхньої касти.   Але цей царський період закінчився, коли громада потрапила під владу раджів Кочіна і Траванкор.  Вони володіли великою кількістю навчальних центрів Каларіпаятту, а Раджас з Траванкор і Кочіна, включаючи відому Мартанду Варма, набирав навчених християнських воїнів для захисту свого королівства. 
Християни-верхівці індуїстської та святої Томи брали участь у святкуванні один одного фестивалю, а в деяких місцях в Кералі індуїстські храми та християнські церкви Святого Томи будувались на прилеглих місцях індуїстськими королями. До XIX століття християни Св. Томи мали право доступу до індуїстських храмів, а деякі провідні християни Св. Томи мали статус спонсорів в індуїстських святинях і храмових фестивалях.  Але в 19 столітті інтеграція святого Томи Християн з індуїстською кастовою системою була порушена: в деяких місцевостях їхній статус чистої касти був поставлений під сумнів, і їм було відмовлено у доступі до багатьох індуїстських храмів. Вони намагалися помститися, засуджуючи індуїстські фестивалі як язичницьке ідолопоклонство. Сутички між індусами верхньої касти та християнами Св. Томи відбувалися з кінця 1880-х років, особливо коли фестивалі збігалися. Міжусобне насильство серед різних християнських конфесій Св. Томи посилювало їхні проблеми. 

## Церковна архітектура

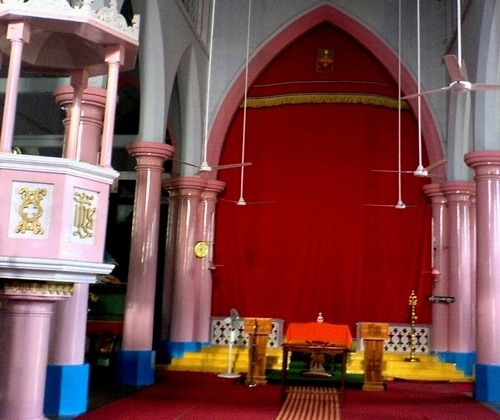
Католицька церква Сіро Малабар Мадбха, завуальована червоною завісою

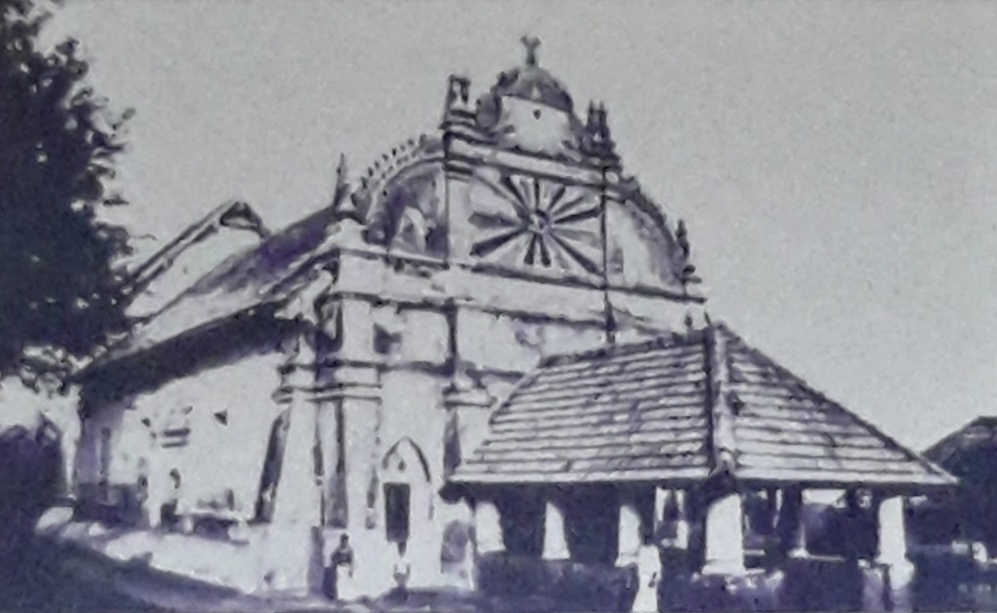
Март Маріам Валіяпаллі Котамангалам

Найбільш ранніми документальними свідченнями є мідна плита Тарісапалі, яка стосується будівництва церкви Тарісапалі в Кілоні між 823 і 849 роками Н.е. Антоніо Gouvea, португальська посол в Malabar, згадує в своїй роботі 16-го століття Jornada, що майже всі церкви святий - Тома християн слідували моделі індуїстських храмів цього періоду, але відрізнялися величезним гранітним хрестом на подвір'ї церкви . Незважаючи на зовнішню схожість з храмами, структурування внутрішнього простору церкви завжди слідувало східносирійській архітектурній теології. Таким чином, сучасний стиль формується як об'єднання індійської архітектури та ассирійських літургійних концепцій.  Церква розташована зі сходу на захід, а інтер’єр структурований на три рівні: мадбаха ( святилище ), кєстрома ( хор ) та хайкла ( неф ).
Мадбаха, розташована на найвищій платформі зі східної сторони будівлі, представляє Небо . Первинний вівтар прикріплений до східної стіни. На північ від мадбахи знаходиться діаконікон ( ризниця ); на південь - баптистерій . Мадбаха захищена рейками і більшу частину часу завуальована червоною завісою; це відкрито під час Святої Курбани ( Євхаристії ). Масляна лампа в святині постійно світиться, щоб відображати присутність Бога. Мадбаха пов’язана з кєстромою та хайкла низькостінною стежкою, яка називається квакона . У qestroma є місця для хору та нижчого духовенства. Хейкла містить підняту платформу або бему, яка включає вівтар, два підступи для читання та крісла для вищих священнослужителів. Поклонники стоять перед вівтарем, з окремими місцями для чоловіків та жінок. Головний вхід знаходиться на західній стороні будівлі; тамбур, стовпи, пілястри та інші архітектурні прикраси прикрашають передній кінець, а на передньому дворі стоїть прапорна щогла. Один або два дзвони встановлюються на задньому дворі, щоб сигналізувати про час проведення ритуальних служб, смерті члена церкви або повідомляти громадськість про лиха.  
Східно-сирійські церкви християн Св. Томи прийняли перський хрест як свій символ. Вони називають це Насрані Менора  або Мар Тома Слеева (Хрест Св. Томи).  Існує кілька тлумачень християнського символу св. Томи. Інтерпретація, заснована на християнській єврейській традиції, передбачає, що її дизайн базувався на єврейській менорі, древньому символі євреїв, який складається із семи розгалужених підставок для світильників (канделябри).  Хрест Святого Томи також є на офіційному гербі Маланкарської православної сирійської церкви.
Інтерпретація, заснована на місцевій культурі, стверджує, що Хрест без фігури Ісуса і з квітчастими руками, що символізують "радість", вказує на теологію воскресіння св. Павла, звернутого вниз птаха (швидше за все, голуба) на вершині. Святого Духа у воскресінні Ісуса Христа. Лотос, що символізує буддизм і хрест на ньому, показує, що християнство утвердилося на землі Будди. Три кроки вказують на Голгофу та річки, благодатні канали, що випливають із Хреста.  

## Християни святого Томи сьогодні
Пишучи у 2010 році, Девіка та Варгезе відзначали, що "[християни Св. Томи] в даний час становлять значну меншість, потужну присутність у всіх сферах життя Керали". 

### Соціально-економічний статус
Незважаючи на те, що християнам Св. Томи довелося поставити під загрозу свої соціальні та релігійні привілеї після португальського підкорення, вони почали відроджуватися як могутня громада з 19 століття. Вони відігравали новаторську роль у багатьох сферах, таких як банківська справа, торгівля, готівкові культури тощо  Близько 2003 року серед християн Святого Томи 17,4% дорослого населення є самозайнятими - найвищий показник статистично серед усіх громад штату Керала.  Християни Св. Томи ведуть усіх інших щодо власності на землю на душу населення, причому багато з них володіють великими маєтками . З мінливими умовами вони перейшли від сільського господарства рису та кокосового горіха до сільського господарства, заснованого на плантаціях, та торгівлі каучуком, спеціями та готівковими культурами . Вони також відіграють помітну роль у навчальних закладах Керали та по всій Індії.  Освітні досягнення громади допомогли її членам отримати значну частку робочих місць центрального та державного уряду.  Завдяки своєму рівню освіти та обмеженим можливостям працевлаштування в штаті Керала вони стали громадою з найвищим рівнем міграції. Результати їх іноземних грошових переказів також допомогли соціально-економічному прогресу громади. Згідно з опитуванням про міграцію в Кералі (1998 р.) Центру досліджень розвитку, штат Керала, християни святого Томи переважають усі інші громади штату Керала за показником соціально-економічного розвитку, який базується на таких параметрах, як володіння землею, житлом та споживчою тривалою послугою., освіта та статус зайнятості. 

### Існуючі традиції, ритуали та соціальне життя

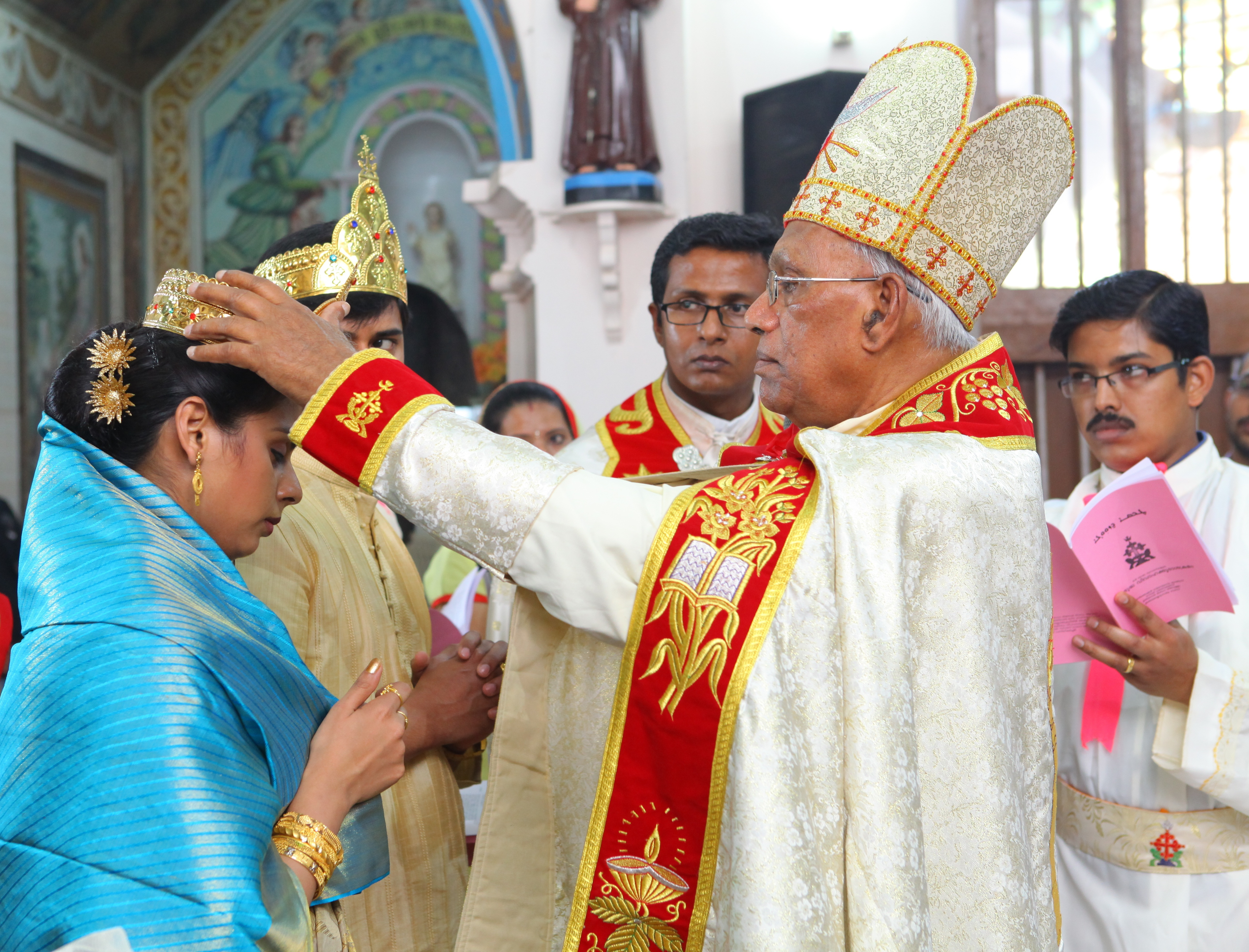
Весільна коронація Насраніса

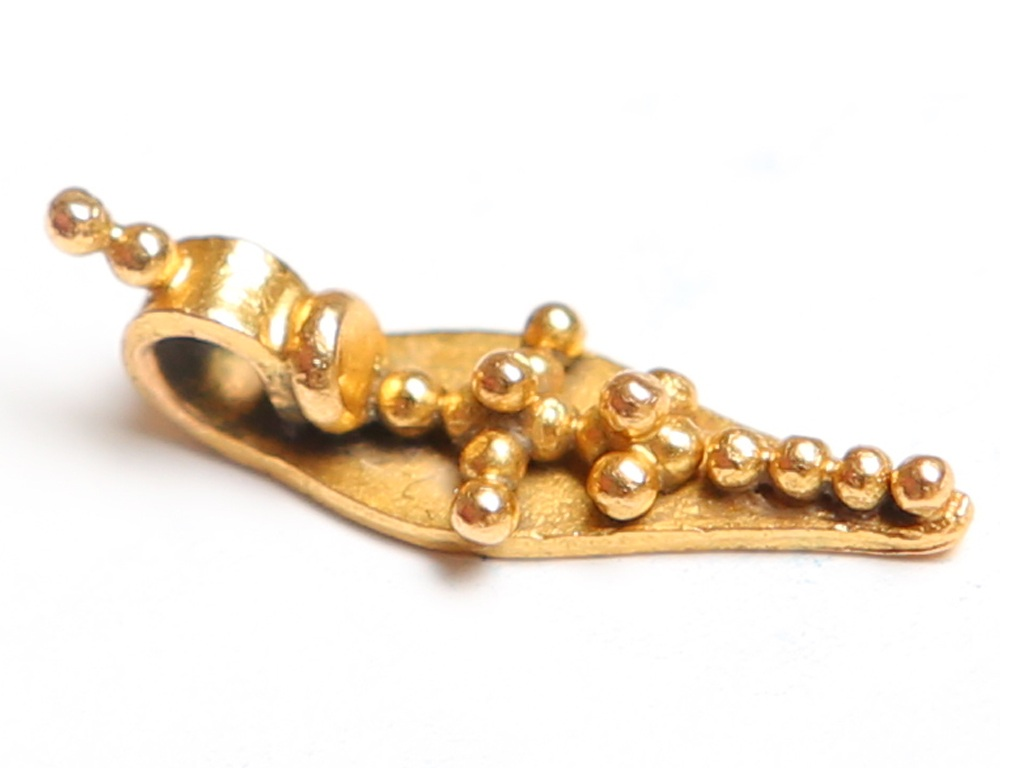
Таалі (весільний кулон) з хрестом на 21 намистині

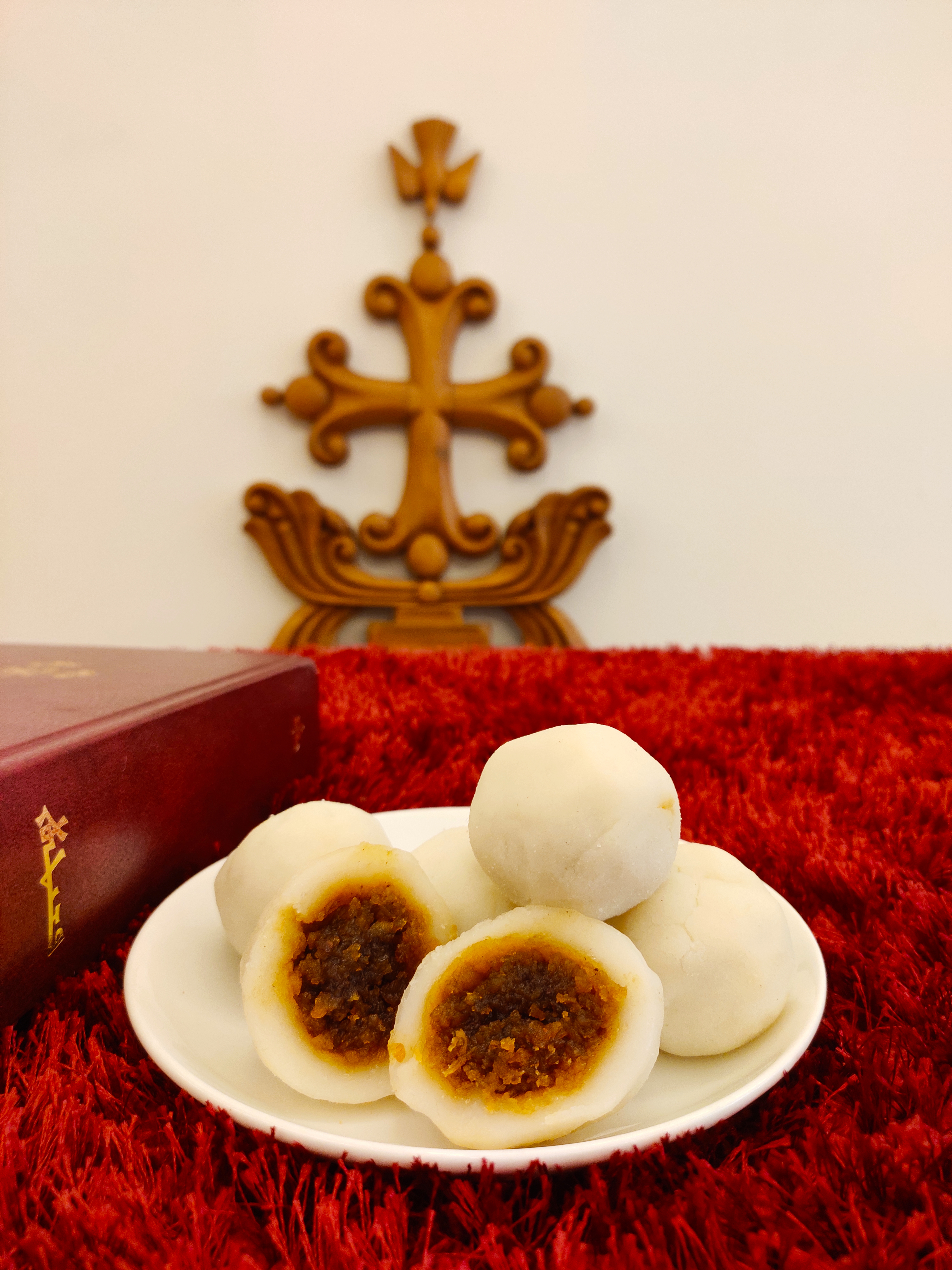
Кожуккатта готується Насранісом у суботу перед Вербною неділею, і тому день називається Кожукатта суботою.

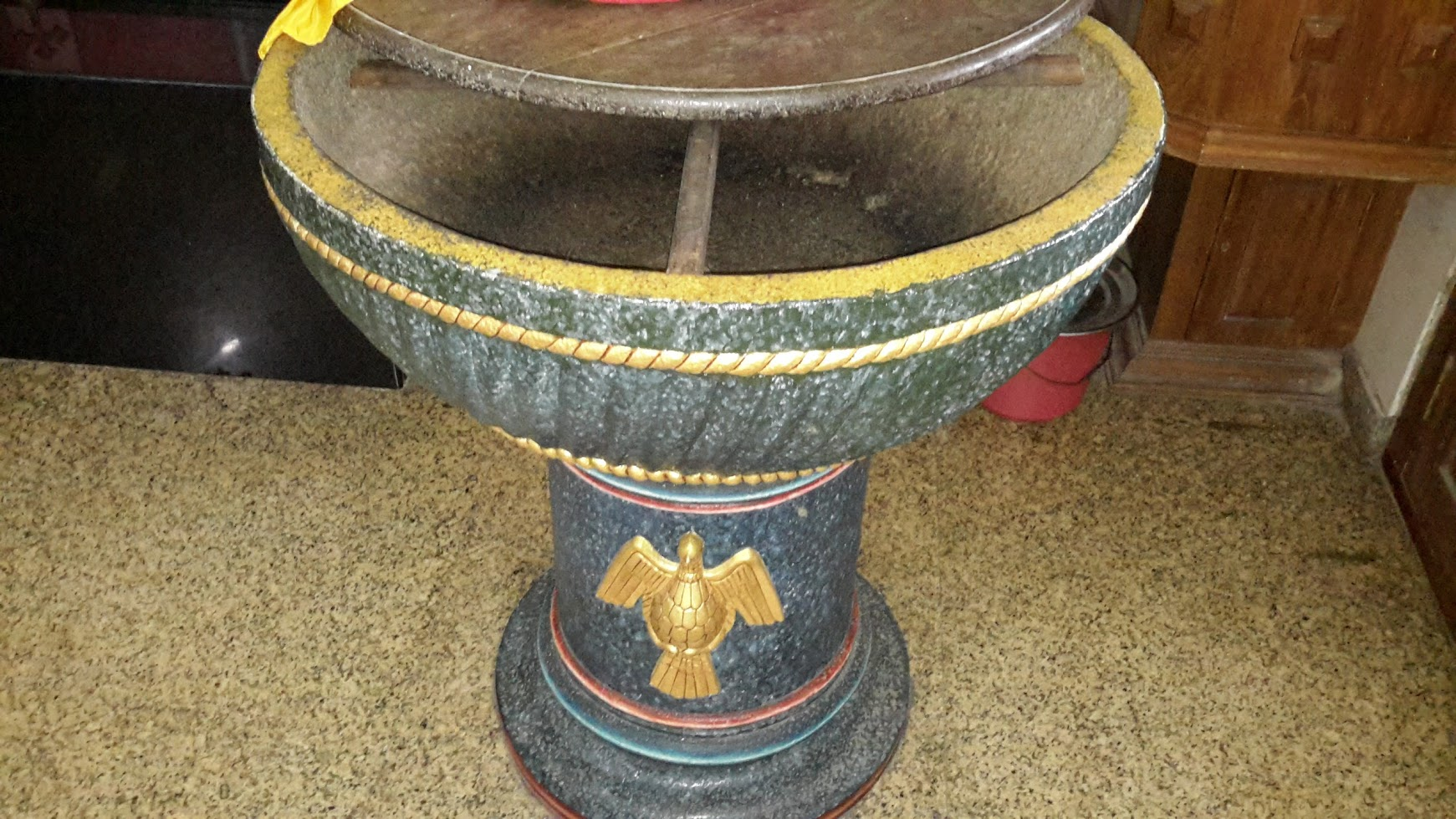
Купель, що використовується для хрещення зануренням дітей серед християн Святого Томи

Християни Святого Томи досі зберігають багато своїх давніх традицій та ритуалів як у своєму соціальному, так і в релігійному житті. Християнські служби святого Томи мають багато унікальних характеристик порівняно з іншими. До 1970-х років Насранська Курбана співалася на сирійській мові. Багато мелодій християнського поклоніння святому Томі в Кералі є залишками давніх сирійських мелодій античності. 
- Християни святого Томи з великим благоговінням відзначають Великий четвер. Цей день згадується як Песаха, малаяламське слово, що походить від арамейського або єврейського слова для Пасхи — Паша або Песах — на згадку про Тайну вечерю Ісуса Христа під час Пасхи в Єрусалимі. Традиція споживання Pesaha Appam після церковної служби дотримується вся громада під керівництвом глави сім’ї. Спеціальні довгі служби, за якими слідує Священна Курбана, проводяться під час напередодні Песахи в церквах. [128] [129]
- Громада дотримується Великого посту, який місцево називають п’ятдесятиденним постом, від Чистого понеділка до дня перед Великоднем, відмовляючись від усього м’яса, риби та яєць. Вони також традиційно дотримуються 25-денного посту, який закінчується в день Різдва. [130]
- Як правило, взуття знімають перед входом до церкви, а жінки накривають голови під час богослужіння.
- Ритуальна служба (літургія) називається Святий Qurbana, який є похідним від єврейського Корбан (קרבן), що означає «пожертвувати».
- Священна Курбана в основному проводиться і читається молитви в Малаяламі. Однак деякі частини Священної Курбани співаються на сирійській мові. Протягом 20-го століття "Курбана-крамам", тобто "книга, що містить порядок поклоніння", була перекладена англійською мовою на користь віруючих, які жили за межами Керали і не знали читати та писати малаялам.
- Християни Святого Томи, особливо ті, що належать до індійської православної традиції, моляться про канонічні години шехімо сім разів на день. [131]
- Ще одна збережена традиція - використання мутукоди (декоративної парасольки ) для церковних свят, шлюбів та інших свят. Традиційні барабани, аркові прикраси та орнаментальні парасольки є частиною церковних свят. Їх використання стало популярним по всій Кералі.
- Ритуали та церемонії християн Св. Томи, пов’язані з будівництвом будинків, астрологією, народженням та шлюбом, мають близьку схожість з ритуалами індусів у Кералі. Ритуали смерті виражають християнські канонічні теми дуже віддалено, і вплив індуїстської культури досить помітний. Значний наголос приділяється ідеям щодо життя після смерті та очікування остаточного рішення. [132]
- Християни святого Томи не одружуються з близькими родичами. Правило полягає в тому, що наречений і наречена не повинні мати стосунків принаймні п’ять поколінь.
- Християни святого Томи зазвичай віддають перевагу домовленим шлюбам, і потенційні партнери бачать одне одного на церемонії Пеннуканалу (Перегляд нареченої) вдома нареченої. [133]
- Християнські звичаї святого Томи однозначно відрізняються від західних християнських шлюбів та місцевих індуїстських звичаїв. Наприклад, заручини та шлюб зазвичай виконуються разом на одній службі. На відміну від західнохристиянських традицій, під час заручин немає прямого обміну кільцями між нареченим та нареченою, скоріше це пропонується та здійснюється посередництвом Катанара, який представляє Ісуса Христа, що символізує те, що саме Бог зближує пару. [134]
- Християни святого Томи широко використовують Нілавілакку (запалену металеву лампу) у своїх будинках та церквах. [135]
- Християни Святого Томи використовують такі терміни, як "Ееешо" (ім'я Ісуса на арамейському [136] ), "Ієшу" (іврит Ієшуа ) для позначення Ісуса Христа.
- Традиційною сукнею жінки-святого Томи є Чатта і Мунду, безшовний білий одяг, який зараз обмежений для прихильниць похилого віку. Дотримуючись загальної тенденції, серед молодих поколінь переважають Сарі та Чуридар .  [137]
- Католицька церква практикувала заливний спосіб хрещення, а не будь-яку форму занурення. [138] Однак Маланкарська церква слідувала за хрещенням зануренням дитини в купель .

### Демографія
Кунніпарампіл Захарія зазначає, що 20 століття було періодом значного переходу для християн Святого Томи з точки зору його демографічного та соціально-економічного статусу . Близько 1900 року громада була зосереджена в декількох районах, була географічно статичною і "... характеризувався дуже високим рівнем смертності, дуже високим рівнем народжуваності, дуже раннім шлюбним віком і від 10 до 12 дітей на одружену жінку ". За попереднє століття населення зросло у вісім разів, порівняно з базовим показником близько 100 000, і складало майже 50 відсотків дітей. Але, зростання чисельності християн Св. Томи різко знизився після 1960-х років, з найнижчим рівнем народжуваності, найвищим віком укладення шлюбу, найвищим рівнем споживачів планування сім'ї та найменшим рівнем народжуваності порівняно з іншими громадами Керали. Частка дітей зменшилася до менш ніж 25%. Абсолютний та відносний розмір громади має тенденцію до зменшення і наближається до нульового режиму приросту населення . 
Станом на  2001, in Kerala, more than 85 per cent of the Saint Thomas Christian population live in the seven central districts of the state – Kollam, Pathanamthitta, Alappuzha, Kottayam, Idukki, Ernakulam and Trissur. They have also migrated to other cities in India like Ooty, Mangalore, Bangalore, Chennai, Pune, Delhi, Mumbai, Coimbatore, Hyderabad and Kolkata. Migration steeply increased in the post-independence period and major destinations were United States of America, Canada, Western Europe, Australia and the Middle East. According to a rough estimate, 20–25% of the Saint Thomas Christians live outside the state of Kerala.

## Соціальний статус
Незважаючи на сектантські розбіжності, християни Св. Томи мають спільний соціальний статус в кастовій системі штату Керала і вважається форсовою кастою.
В історичних королівствах Керали, таких як Кочін і Траванкор, християни Св. Томи отримували кастові привілеї, що ставило їх принаймні на той самий рівень, що і індуси у Варні . Антрополог, Л.К. Анантхакришна Ієр зафіксував, що їм надавали привілеї на додаток до привілеїв, що надаються таким групам, як Nairs, наприклад, право мати огородження перед своїми будинками, яке в іншому випадку було надано лише брахманам, і були розміщені "майже на нарівні з государями ".  Вони дотримувались тих самих правил касти та забруднення, що й індуїсти, і іноді їх вважали нейтралізаторами забруднення.  Декрет II Дії IX Синоду Діампер, введений в дію португальською інквізицією в 1599 р., Забороняв практику недоторканності християнами Св. Томи, за винятком практичних обставин, коли це вимагається законом і коли це було необхідно для забезпечення соціальних контактів з Варною Індуїсти. 
Вони, як правило, ендогамні і, як правило, не вступають у шлюб навіть з іншими християнськими угрупованнями. Внутрішній поділ християн святого Томи на півністів та саустістів, а також на низку сект, що базується на церковній орієнтації, робить схему сегментації надзвичайно складною. Форестер припускає, що північно-саудістський відділ утворює дві групи в межах християнської громади Св. Томи, які є аналогами підкаст. 

## Християнські конвенції
Марамонська конвенція — одне з найбільших щорічних християнських зібрань в Азії. Вона відбувається в Марамоні, поблизу Коженчеррі, протягом лютого на величезному піщаному руслі річки Памба поруч із мостом Коженчеррі. Перший конгрес відбувся в березні 1895 року протягом 10 днів.